# Liste de points extrêmes du Danemark
Voici une liste de points extrêmes du Danemark.

## Latitude et longitude
| \| Skagen Padborg Blåvandshuk Grenå Gedser Svaneke Yding Skovhøj \| Localisation des points extrêmes du Danemark |
| Skagen Padborg Blåvandshuk Grenå Gedser Svaneke Yding Skovhøj                                                    |

### Péninsule du Jutland
Le territoire danois situé sur la péninsule du Jutland, c’est-à-dire sur le continent européen :
- Nord : Skagen, Jutland du Nord (57° 44′ N, 10° 35′ E)
- Sud : Padborg, Danemark-du-Sud (54° 48′ 01″ N, 9° 20′ 37″ E)
- Ouest : Blåvandshuk, Danemark-du-Sud (55° 34′ N, 8° 05′ E)
- Est : Grenå, Jutland central (56° 26′ 33″ N, 10° 57′ 32″ E)

### Territoire dans l'Union européenne
Le territoire danois situé dans l'Union européenne (hors Groenland et îles Féroé) :
- Nord : Skagen, Jutland du Nord (57° 44′ N, 10° 35′ E)
- Sud : Gedser, Sjælland (54° 34′ N, 11° 58′ E)
- Ouest : Blåvandshuk, Danemark-du-Sud (55° 34′ N, 8° 05′ E)
- Est : Svaneke, Hovedstaden (55° 07′ N, 15° 09′ E)

### Totalité du territoire
- Nord : Kaffeklubben, Groenland (83° 40′ N, 31° 37′ O)[1]. La découverte de Qeqertaq Avannarleq remet potentiellement en cause ce titre de point le plus au nord, bien qu'il ne soit pas encore certain que l'île soit en permanence au-dessus du niveau de la mer.
- Sud : Gedser, Storstrøm (54° 34′ N, 11° 58′ E)
- Ouest : Cap Alexander, Groenland (78° 10′ N, 73° 08′ O)
- Est : Svaneke, Bornholm (55° 07′ N, 15° 09′ E)

## Altitude
- Maximale :
  - Territoire dans l'Union européenne : Yding Skovhøj, 173 m
  - Îles Féroé : Slættaratindur, 882 m
  - Groenland : Gunnbjørn, 3 660 m
- Minimale : Lammefjord, -7 m